# Mime Jr. et ses évolutions
Mime Jr. (マネネ, Manene, dans les versions originales en japonais) et son évolution M. Mime (バリヤード, Bariyaado)) sont deux espèces de Pokémon. M. Glaquette (バリコオル, Barikōru) est une évolution exclusive à la région de Galar.

## Création
Propriété de Nintendo, la franchise Pokémon est apparue au Japon en 1996 avec les jeux vidéo Pocket Monsters Vert et Pocket Monsters Rouge. Son concept de base est la capture et l'entraînement de créatures appelées Pokémon, afin de leur faire affronter ceux d'autres dresseurs de Pokémon. Chaque Pokémon possède un ou deux types – tels que l'eau, le feu ou la plante – qui déterminent ses faiblesses et ses résistances au combat. En s'entraînant, ils apprennent de nouvelles attaques et peuvent évoluer en un autre Pokémon.

## Description

### Mime Jr.
Mime Jr. est un Pokémon de type psy et fée et est issu de la quatrième génération. Il occupe la quatre-cent-trente-neuvième place du Pokédex. Il est de couleur rose bonbon et violet avec des touches de blanc et de rouge. Son "chapeau" est violet avec un ponpon blanc et son corps et ses fins bras son de couleur rose bonbon. Son nez est rouge tout comme la boule qui surmonte son ventre. Ses petites pattes sont de couleur violet.

### M. Mime
M. Mime est un Pokémon humanoïde doté de pouvoirs psy. Il occupe la cent-vingt-deuxième place du Pokédex. Il doit son nom à sa faculté de mimer des objets fictifs, mais il peut les rendre réels. Dans l'anime, la mère de Sacha a un M. Mime. Il ne faut jamais le déranger en train de mimer, sinon il donne des claques.

### M. Mime de Galar
M. Mime de Galar est un Pokémon de type glace et psy et est issu de la huitième génération. Ses cheveux sont bleus et son ventre possède un joyau de glace. Ses chaussures de glace lui permet de faire des claquettes.

### M. Glaquette
M. Glaquette est un Pokémon de type psy et glace et est issu de la huitième génération. M. Glaquette est l'évolution de M. Mime de Galar.

## Apparitions

### Jeux vidéo
Mime Jr., M. Mime et M. Glaquette apparaissent dans la série de jeux vidéo Pokémon. Mime Jr. apparaît pour la première fois dans Pokémon Diamant et Perle. M. Mime apparaît pour la première fois dans Pokémon Rouge et Vert (Japon) et dans Pokémon Rouge et Bleu (en Europe et aux États-Unis). M. Mime de Galar et M. Glaquette apparaissent pour la première fois dans Pokémon Épée et Bouclier. D'abord en japonais, puis traduits en plusieurs autres langues, ces jeux ont été vendus à près de 200 millions d'exemplaires à travers le monde.

### Série télévisée et films
La série télévisée Pokémon et les films qui en sont issus narrent les aventures d'un jeune dresseur de Pokémon du nom de Sacha, qui voyage à travers le monde pour affronter d'autres dresseurs ; l'intrigue est souvent distincte de celle des jeux vidéo.

## Réception
Le livre Gaming Cultures and Place in Asia-Pacific relève que M. Mime est un des Pokémon les moins appréciés par les joueurs à cause de son aspect. Il voit dans son design – ainsi que dans le design de Lippoutou, également très critiqué – une expression de l'humour surréaliste heta-uma (« mauvais-bon »), qui nécessite de dépasser l'aspect étrange de ce design pour en apprécier la complexité ; il considère qu'il apporte une diversité intéressante au sein des Pokémon.